# عادل (کوهدشت)
عادل (کوهدشت)، روستایی از توابع بخش کوهنانی شهرستان کوهدشت در استان لرستان ایران است.

## جمعیت
این روستا در دهستان زیرتنگ قرار دارد و براساس سرشماری مرکز آمار ایران در سال ۱۳۸۵، جمعیت آن ۷۷ نفر (۱۷خانوار) بوده‌است.